# Eugnoriste brevirostris
Eugnoriste brevirostris là một ruồi trong họ Sciaridae, thuộc chi Eugnoriste. Loài này được Coquillett miêu tả khoa học đầu tiên năm 1904.